# Кряжев, Василий Ильич
Василий Ильич Кряжев (22 марта 1918, Кряжево, Вятская губерния — 24 мая 2000, Слободской, Кировская область) — полковник Советской Армии, участник Великой Отечественной войны, Герой Советского Союза (1945).

## Биография
Василий Кряжев родился 22 марта 1918 года в деревне Кряжево (ныне — Кикнурский район Кировской области). После окончания школы и педучилища работал директором сельской школы. В 1939—1941 годах проходил службу в Рабоче-крестьянской Красной Армии. Демобилизовавшись, работал инструктором Кикнурского райкома ВКП(б), окончил курсы усовершенствования командного состава запаса. В октябре 1941 года Кряжев повторно был призван на службу в армию. Окончил Красноуфимское военно-политическое училище. С июля 1942 года — на фронтах Великой Отечественной войны. Участвовал в боях подо Ржевом. В октябре того же года Кряжев окончил курсы усовершенствования офицерского состава. Участвовал в освобождении Смоленской области.
К июлю 1944 года майор Василий Кряжев командовал батальоном 961-го стрелкового полка 274-й стрелковой дивизии 69-й армии 1-го Белорусского фронта. Отличился во время освобождения Белорусской ССР и Польши. В период с 18 по 30 июля 1944 года батальон Кряжева успешно переправился через Турью, Западный Буг, Вислу, Пилицу, неоднократно отличался в боях на плацдарме под городом Пулавы, освобождении Радома. 4 февраля 1945 года батальон вышел к Франкфурту-на-Одере.
Указом Президиума Верховного Совета СССР от 27 февраля 1945 года за «образцовое выполнение заданий командования и проявленные мужество и героизм в боях с немецкими захватчиками» майор Василий Кряжев был удостоен высокого звания Героя Советского Союза с вручением ордена Ленина и медали «Золотая Звезда» за номером 5185.
За время войны Кряжев четыре раза был ранен. В 1947 году в звании полковника он был уволен в запас. Окончил Горьковскую совпартшколу и Высшую партийную школу при ЦК КПСС. Проживал в городе Слободском Кировской области, находился на различных партийных и хозяйственных должностях. Умер 24 мая 2000 года, похоронен на городском кладбище Слободского.
Почётный гражданин Ярцево и Слободского. Был также награждён орденами Красного Знамени, Богдана Хмельницкого 3-й степени, Отечественной войны 1-й и 2-й степеней, рядом медалей.

## Память
- Имя Героя выбито на гранитной стеле на Аллее Славы в парке Победы города Киров
- Имя Героя Советского Союза увековечено на мемориальной доске в честь кировчан — Героев Советского Союза в парке дворца пионеров города Кирова.
- Имя Героя высечено золотыми буквами в зале Славы Центрального музея Великой Отечественной войны в Парке Победы г. Москвы.